# Большой Элобей
Большой Элобей (исп. Elobey Grande) — небольшой остров в Гвинейском заливе Атлантического океана. Принадлежит Экваториальной Гвинее. Расположен около устья реки Митемеле, недалеко от границы с Габоном, примерно в 100 км к югу от города Бата. Площадь — 2,27 км². Постоянного населения нет. Неподалёку от него располагается остров Малый Элобей.